# KUB-test
KUB-test är ett test för fosterdiagnostik, som innefattar dels ett blodprov, dels ultraljud, och företas för att undersöka en eventuell kromosomavvikelse hos fostret.
KUB är en förkortning för kombinerat ultraljud och biokemiskt prov. Testet anger sannolikheten för eventuella kromosomavvikelser hos fostret. Blodprovet tas från vecka 9 och ultraljudet kan tas från och med vecka 11. Ultraljudsundersökningen, det så kallade NUPP-testet, går ut på att studera nackgropen hos fostret, och kallas också nackuppklarning. Sedan sannolikheten för kromosomavvikelser räknats fram utifrån resultatet på KUB, kan den gravida kvinnan erbjudas moderkaksprov eller fostervattensprov för att få ett säkrare besked. Testresultatet från KUB har omkring 95% säkerhet för Downs syndrom. Förutom blodprovsresultat och nackuppklarning vägs den gravida kvinnans ålder och vikt in vid bedömningen.
Testet tas framförallt på äldre mödrar för att utreda om det barn de väntar har Downs syndrom. Om sannolikheten är hög, leder det i Sverige ofta till abort.